# روبرت شو
روبرت شو (بالإنجليزية: Robert Shaw)‏ (و. 1927 – 1978 م) هو ممثل، وكاتِب، وروائي، وكاتب مسرحي، وكاتب سيناريو، من المملكة المتحدة، توفي عن عمر يناهز 51 عاماً بسبب نوبة قلبية.

## التعليم
تعلم في الأكاديمية الملكية للفنون المسرحية، في تخصص تمثيل.

## معرض صور

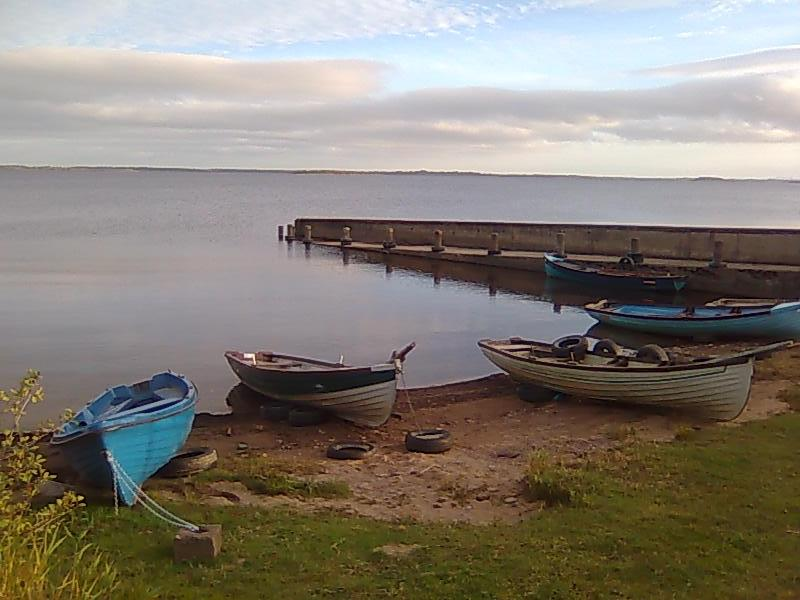
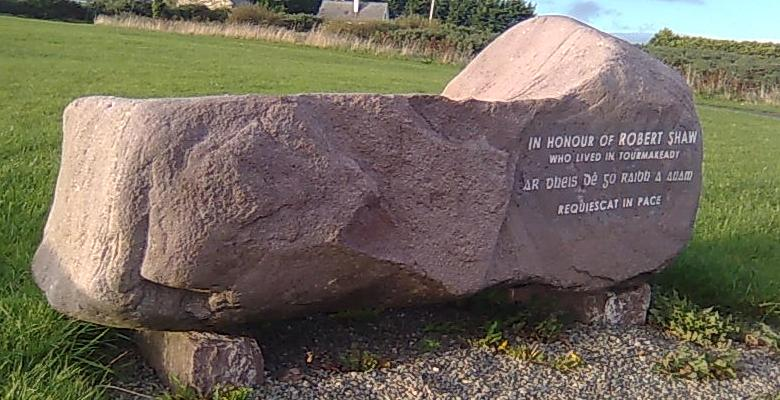
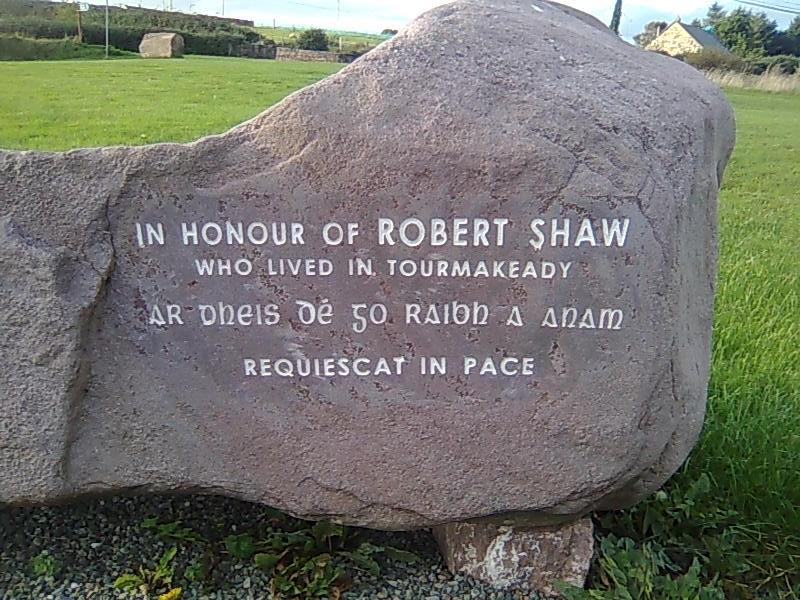

## وصلات خارجية
- روبرت شو على موقع IMDb (الإنجليزية)
- روبرت شو على موقع الموسوعة البريطانية (الإنجليزية)
- روبرت شو على موقع روتن توميتوز (الإنجليزية)
- روبرت شو على موقع ألو سيني (الفرنسية)
- روبرت شو على موقع تيرنر كلاسيك موفيز (الإنجليزية)
- روبرت شو على موقع أول موفي (الإنجليزية)
- روبرت شو على موقع قاعدة بيانات برودواي على الإنترنت (الإنجليزية)
- روبرت شو على موقع قاعدة بيانات الأفلام السويدية (السويدية)
- روبرت شو على موقع إن إن دي بي (الإنجليزية)
- روبرت شو على موقع قاعدة بيانات الفيلم (الإنجليزية)